# Анастасієвка (Краснодарський край)
Анастасієвка (рос. Анастасиевка) — село в Туапсинському районі Краснодарського краю. Входить у Георгіївське сільське поселення з центром в селі Георгіївське.
Розташоване на березі річки Пшенахо (Псинахо) за 3 км східніше Георгіївського, за 25 км від Туапсе.

## Історія
Чехи-колоністи з Австро-Угорщини, переїхали на Кавказ в 1866, і оселилися долині річки Пшенахо, утворивши хутора Кодрле, Мартинцев, Одегнала, Седлачкин, Шинкорин.
У 1872 населений пункт «Чеські Георгіївські хутора» мав населення 113 осіб обох статей.
У 1902 село отримало нове ім'я в честь великої князівни Анастасії Миколаївни.